# Йон Баутіста
Йон Баутіста (ісп. Jon Bautista; нар. 3 липня 1995, Мао) — іспанський футболіст, нападник клубу «Реал Сосьєдад». На умовах оренди виступає за «Леганес».

## Клубна кар'єра
Народився 3 липня 1995 року в місті Мао на Балеарських островах, але у молодому віці переїхав до Еррентерії у Країні Басків. Там і розпочав займатись футболом у клубі «Реал Сосьєдад». З командою до 19 років виступав у дебютній Юнацькій лізі УЄФА 2013/14, а з наступного сезону став виступати за дублюючу команду «Реал Сосьєдад Б» у Сегунді Б, в якій провів три сезони, взявши участь у 72 матчах чемпіонату.
24 квітня 2016 року дебютував у першій команді в матчі Ла Ліги проти «Вільярреала» (0:0). 8 травня 2016 року забив перший гол на клуб у матчі проти «Райо Вальєкано» (2:1). Станом на 26 квітня 2018 року відіграв за клуб із Сан-Себастьяна 26 матчів в національному чемпіонаті.

## Виступи за збірну
З 2017 року залучався до складу молодіжної збірної Іспанії.

## Статистика виступів

### Статистика клубних виступів
| Сезон                       | Команда                     | Чемпіонат                   | Чемпіонат | Чемпіонат | Національний кубок | Національний кубок | Національний кубок | Континентальні кубки | Континентальні кубки | Континентальні кубки | Інші змагання | Інші змагання | Інші змагання | Усього | Усього |
| Сезон                       | Команда                     | Ліга                        | Ігор      | Голів     | Ліга               | Ігор               | Голів              | Ліга                 | Ігор                 | Голів                | Ліга          | Ігор          | Голів         | Ігор   | Голів  |
| --------------------------- | --------------------------- | --------------------------- | --------- | --------- | ------------------ | ------------------ | ------------------ | -------------------- | -------------------- | -------------------- | ------------- | ------------- | ------------- | ------ | ------ |
| 2014–15                     | «Реал Сосьєдад Б»           | СДБ (ІІІ)                   | 25        | 2         | -                  | -                  | -                  | -                    | -                    | -                    | -             | -             | -             | 25     | 2      |
| 2015–16                     | «Реал Сосьєдад Б»           | СДБ (ІІІ)                   | 29        | 14        | -                  | -                  | -                  | -                    | -                    | -                    | -             | -             | -             | 29     | 14     |
| 2016–17                     | «Реал Сосьєдад Б»           | СДБ (ІІІ)                   | 18        | 13        | -                  | -                  | -                  | -                    | -                    | -                    | -             | -             | -             | 18     | 13     |
| Усього за «Реал Сосьєдад Б» | Усього за «Реал Сосьєдад Б» | Усього за «Реал Сосьєдад Б» | 72        | 29        |                    | -                  | -                  |                      | -                    | -                    |               | -             | -             | 72     | 29     |
| 2015–16                     | «Реал Сосьєдад»             | ПД                          | 4         | 1         | КІ                 | -                  | -                  | -                    | -                    | -                    | -             | -             | -             | 4      | 1      |
| 2016–17                     | «Реал Сосьєдад»             | ПД                          | 12        | 3         | КІ                 | 1                  | 0                  | -                    | -                    | -                    | -             | -             | -             | 13     | 3      |
| 2017–18                     | «Реал Сосьєдад»             | ПД                          | 8         | 1         | КІ                 | 2                  | 0                  | ЛЄ                   | 7                    | 1                    | -             | -             | -             | 17     | 2      |
| Усього за «Реал Сосьєдад»   | Усього за «Реал Сосьєдад»   | Усього за «Реал Сосьєдад»   | 24        | 5         |                    | 3                  | 0                  |                      | 7                    | 1                    |               | -             | -             | 34     | 6      |
| Усього за кар'єру           | Усього за кар'єру           | Усього за кар'єру           | 96        | 34        |                    | 3                  | 0                  |                      | 7                    | 1                    |               | -             | -             | 106    | 35     |

## Особисте життя
Дядько Баутіста Хосе Марія також був футболістом, лівим захисником і виступав за «Реал Сосьєдад».

## Титули і досягнення
- Володар Кубка Іспанії (1):

«Реал Сосьєдад»: 2019-20